# Luàna Bajrami
Luàna Bajrami-Rahmani (nacida el 14 de marzo de 2001) es una actriz franco-kosovar. Es conocida por sus papeles en las películas Retrato de una mujer en llamas (2019) y School's Out (2018). Hizo su debut como directora con The Hill Where Lionesses Roar (2020).

## Biografía
De familia originaria de Pleshina, distrito de Uroševac de Kosovo, cuando tenía siete años la familia se mudó a Créteil, ciudad situada al sur de París (Francia). Pronto se interesó por la actuación .
Tras pequeños papeles en varias películas, Bajrami protagonizó dos cortometrajes: Two Youths Died de Tomasso Usberti, que ganó el tercer premio de la Cinéfondation en el Festival de Cine de Cannes en 2017, y la película After the Night de 2018 de Valentin Plisson y Maxime Roux.
Interpretó el papel de Apolline, la cabecilla de un grupo de seis estudiantes intelectualmente dotados que se enfrentan a su maestro sustituto (interpretado por Laurent Lafitte ) en la película School's Out de Sébastien Marnier de 2019, adaptada de la novela homónima de Christophe Dufossé. Fue elogiada por su interpretación de Apolline, y EJ Oakley de The Panoptic afirmó que "Luana Bajrami es particularmente amenazante como la prolija y malhumorada Apolline".
Bajrami fue elogiada por su interpretación de Sophie en la película francesa independiente de 2019 Retrato de una dama en llamas . Ese mismo año, interpretó el papel de Emma en Happy Birthday de Cedric Khan, que se centró en una reunión familiar disfuncional.
En 2020, se anunció que Bajrami haría su debut como directora con la película The Hill Where Lionesses Roar . Bajrami fue nominada a " Actriz más prometedora " en los Premios César 2020.

## Filmografía

### Películas
| Año  | Título                           | Role      | notas                |
| ---- | -------------------------------- | --------- | -------------------- |
| 2011 | La elección de Adèle             | Kaniousha |                      |
| 2014 | 14 millones de gritos            | Luisa     | Cortometraje         |
| 2016 | Marion, 13 años para siempre     | Marion    |                      |
| 2017 | Dos jóvenes murieron             | vera      | Cortometraje         |
| 2018 | después de la noche              | Anastasia |                      |
| 2018 | Salida de la escuela             | Apolline  |                      |
| 2019 | Feliz cumpleaños                 | emma      |                      |
| 2019 | Retrato de una dama en llamas    | Sophie    |                      |
| 2020 | La colina donde rugen las leonas | lena      | directora, escritora |
| 2021 | Sucediendo                       | elena     |                      |